# Dubăsari (condado)
Dubăsari é um condado (ou distrito) da Moldávia. Sua capital é a cidade de Cocieri.